# Woodlands (Kalifornija)
Woodlands je naseljeno područje za statističke svrhe u američkoj saveznoj državi Kalifornija. Prema popisu stanovništva iz 2010. u njemu je živjelo 576 stanovnika.